# よどがわ保健生活協同組合
よどがわ保健生活協同組合（よどがわほけんせいかつきょうどうくみあい）は、大阪府大阪市東淀川区豊新に本部を置く医療生活協同組合。

## 概要
大阪市東淀川区を活動地域とする医療事業・介護事業・組合員の健康増進を目的とする生活協同組合。
2医科診療所、1歯科診療所、9介護事業所を設置している。
全日本民主医療機関連合会(民医連)に加盟している。

## 組合員数・出資金
- 組合員数：22,214人(2019年12月31日現在)[2]
- 出資金：3億551万5,600円(2019年12月31日現在)[2]

## 医科診療所

### コープこぶし通り診療所
所在地 - 大阪市東淀川区豊新1-3-1
標榜診療科 - 内科、皮膚科、放射線科

### 淡路診療所
所在地 - 大阪市東淀川区西淡路5-11-11
標榜診療科 - 内科、整形外科、小児科、リハビリテーション科、放射線科

## 歯科診療所

### 淡路歯科診療所
所在地 - 大阪市東淀川区淡路4-34-11
標榜診療科 - 歯科、小児歯科、矯正歯科、往診、インプラント、ホワイトニング
大阪市の「歯周病検診」および「後期高齢者医療歯科健診」実施医療機関

## 介護事業所

### 訪問
- 介護相談センター　（淡路診療所併設）
- 豊新ケアプランセンター　大阪市東淀川区豊新1-3-14玉川ビル203号
- 訪問看護ステーションわかば　（淡路診療所3階）
- ヘルパーステーションこぶし　大阪市東淀川区豊新1-3-14玉川ビル201
- ヘルパーステーションあわじ　大阪市東淀川区淡路5-17-20
- 配食センター　（コープこぶし通り診療所併）

（東淀川区内の要介護(支援)の認定の高齢者や重度障がい者の方を対象に、安否確認を兼ねて手作りのお弁当をお届けしている。）

### 通所
- 淡路診療所デイケア　（淡路診療所併設）
- こぶし通りデイサービス　（コープこぶし通り診療所併設）
- 小規模多機能なないろの家　（コープこぶし通り診療所併設）